# Прапор Корецького району
Пра́пор Коре́цького райо́ну — офіційний символ Корецького району Рівненської області, затверджений 19 листопада 2009 р. Корецькою районною радою.

## Опис
Прапор являє собою прямокутне полотнище зі співвідношенням сторін 2:3 і складається з двох рівновеликих вертикальних смуг: синьої біля древка та жовтої з вільного краю.
Посередині синьої смуги розміщено герб району, тобто іспанський щит з декоративним картушем та оздобленням у вигляді золотої районної корони. У зеленому полі розміщено срібну розгорнуту книгу, накладену на золоті меч і гусяче перо; глава двічі розтята: у середньому червоному полі зображена золота надбрамна вежа замку Корецьких на човні, що пливе по синій хвилястій основі, у правому синьому полі — золота церква, у лівому синьому — золотий сніп пшениці.